# Mercado Villa Dolores

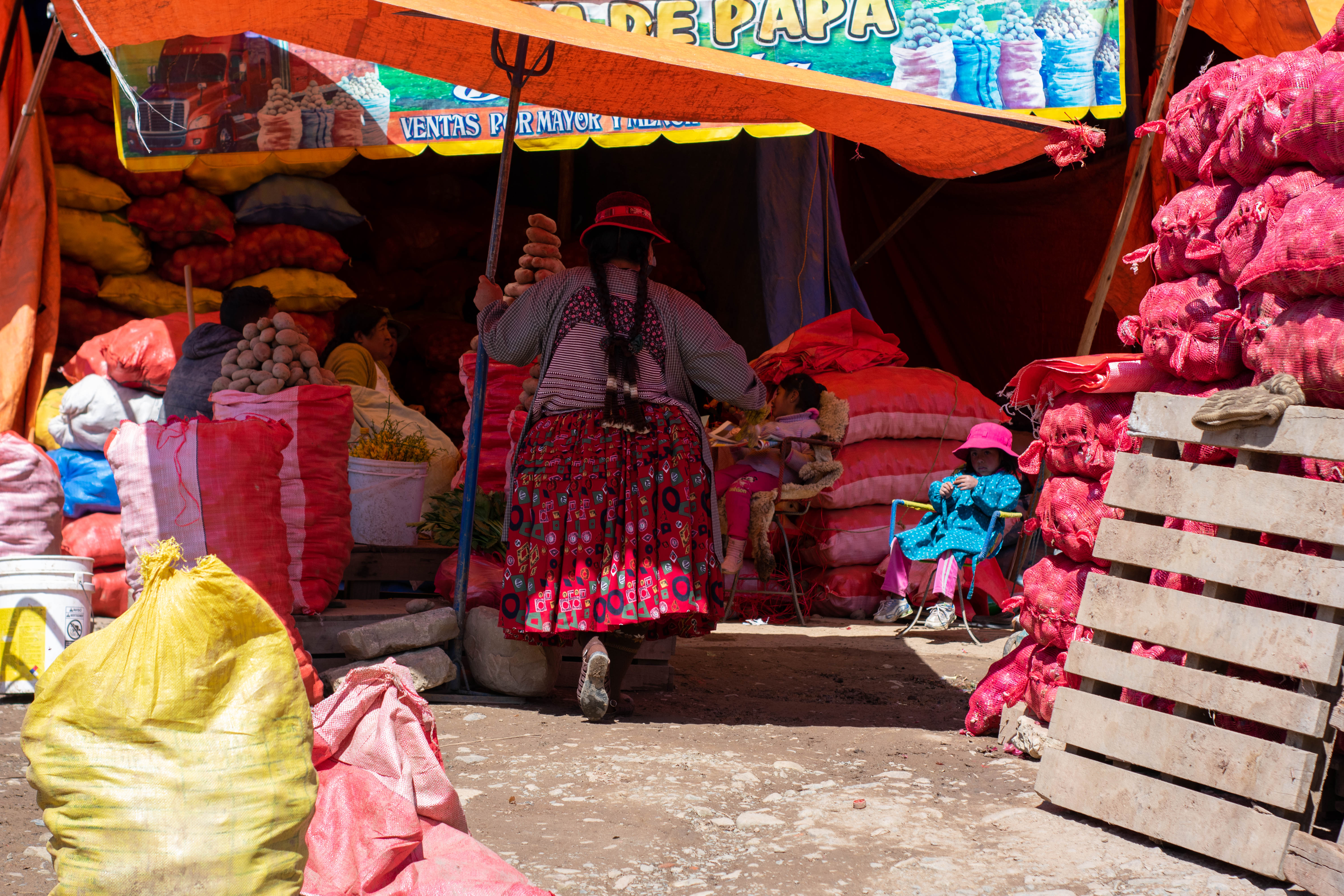
Puesto de venta de papa en el mercado Villa Dolores

El mercado de Villa Dolores es un importante centro de abasto de la ciudad de El Alto, considerado por algunos el mercado más grande de esta urbe.

## Historia
El mercado de Villa Dolores se inauguró el 13 de septiembre de 1952, siendo el primer mercado de El Alto. Se dice que los primeros asentamientos comerciales en la zona fueron en la plaza Juana Azurduy de Padilla y que posteriormente la directiva de la junta de vecinos consiguió un terreno entre la calle 8 y la calle Demetrio Moscoso.
El mercado funciona de lunes a domingo, pero tiene más movimiento los días martes y viernes, cuando tiene lugar la feria del mercado. Dentro de todas las cuadras por las que se extiende el comercio, existe un edificio, denominado Mercado Central de Villa Dolores, pero la venta se extiende por varias calles. Se comercializa, principalmente, frutas y verduras.  
En 2018, el Senado de Bolivia aprobó una declaración camaral para reconocer la labor de los comerciantes de este mercado.  